# Université du Chili
Pour les articles homonymes, voir Corporación de Fútbol de la Universidad de Chile.
L'université du Chili (en espagnol : Universidad de Chile, « la U »), fondée par l’État chilien le 17 septembre 1842, est à la fois première fondée par la nouvelle République du Chili et la plus prestigieuse université du pays. Les plus anciennes universités étant l'Université pontificale saint Thomas d'Aquin fondée en 1622 et la Real Universidad de San Felipe, fondée en 1727. Cette dernière changea son nom en Universidad de San Felipe après l'indépendance jusqu'à la création du Instituto Nacional. 

## Présentation
S'étalant sur cinq campus répartis dans Santiago, elle regroupe quelque 26 000 étudiants. 
Elle s'enorgueillit de deux prix Nobel (Pablo Neruda et Gabriela Mistral). Elle a de plus été le lieu d'études de 17 présidents du Chili dont Michelle Bachelet, présidente du Chili.
L'université a grandement participé à l'essor du pays et tient toujours une grande place dans la vie chilienne. Elle est la meilleure université du pays et les candidats y sont nombreux, notamment car elle est une université publique d’État. Elle n'est pas pour autant gratuite, mais l'État la subventionne pour chaque élève. 
La « U » possède aussi une radio, une équipe de foot et un théâtre, le tout nationaux. Il y a par exemple un Musée d'art populaire américain.
Pour les Chiliens, intégrer « la U » est synonyme d'une belle réussite scolaire et d'un futur professionnel qui semble très positif. Il existe beaucoup moins de possibilités d'études que dans certains pays européens ou en Amérique du Nord. On a un diplôme de l'université ou on n'a pas de diplôme en sorte, d'où l'engouement pour ces universités prestigieuses comme la « Chile » (autre nom donné par les Chiliens à l'université du Chili) et la « PUC ». Les Chiliens utilisent aussi la « U » pour dénommer l'université ou l'équipe de football.
Dans la classification mondiale des universités (2006) réalisée par l'université Jiao-Tong de Shanghai (Chine), la « Chile » est l'unique université chilienne présente, de même le classement Webometrics de janvier 2007 la place première au Chili, quatrième en Amérique latine et 265e dans le monde,.
- Docteur honoris causa : c'est la plus haute distinction octroyée par la « Chile ». Des personnalités telles que Kofi Annan, Lionel Jospin, Lech Wałęsa ou Alain Touraine obtinrent cette distinction.

## Personnalités liées à l'université

### Professeurs
- Federico Puga Borne, médecin et homme politique (également ancien étudiant).
- Antonella Estévez (née en 1978), journaliste et historienne du cinéma de nationalité chilienne.
- Amanda Labarca (1888-1975), éducatrice, féministe et écrivaine, réputée première femme universitaire du Chili  (également ancienne étudiante).
- Matilde Huici (1890-1965), avocate et professeure républicaine espagnole, exilée au Chili après la guerre d'Espagne.

### Étudiants
- Ximena Armas, artiste-peintre chilienne vivant en France
- Carmen Castillo, médecin et femme politique chilienne
- Daniela Catrileo, poétesse chilienne et professeure de philosophie
- Eloísa Díaz, première femme étudiante de médecine de l'Université du Chili et première femme médecin du Chili et d'Amérique du Sud
- Elena Caffarena (1903-2003), féministe chilienne, promotrice du droit de vote des femmes et des autres droits, fondatrice d'associations.
- Mónica González Mujica, journaliste et écrivaine chilienne, prix national de journalisme 2019
- Bárbara Hernández, nageuse chilienne, spécialisée en nage en eau glacée
- Ángela Jeria, archéologue
- Sara Larraín, candidate présidentielle
- Claudia Pascual, anthropologue sociale et personnalité politique chilienne, militante du Parti communiste
- Ximena Rincón, avocate et femme politique chilienne
- Carla Rippey, artiste visuelle mexicaine
- Paola Tapia, avocate et femme politique chilienne
- Teresa Torres, paléontologue chilienne